# Titfield-Expreß
Titfield-Expreß ist eine 1952 gedrehte britische Filmkomödie über einige beharrliche spleenige Kleinstadt-Engländer, die mit Kampfgeist und Traditionsbewusstsein für den Erhalt ihrer altertümlichen Lokalbahn kämpfen. Unter der Regie von Charles Crichton spielt ein von Stanley Holloway angeführtes Ensemble bekannter britischer Nebendarsteller.

## Handlung
Die Kleinstadt Titfield liegt im verschlafenen Teil des ländlichen Englands. Hier liebt man seine beschauliche, von der Hektik der Großstadtwelt abgekoppelte Lebensweise und seine Traditionen, und eine dieser Traditionen wird nun durch die Moderne in Gestalt übergeordneter Behördenwillkür stark gefährdet: Da es sich nicht mehr länger lohnt, eine Nebenstrecke der Eisenbahn durch das dünn besiedelte Nirgendwo Südenglands zu führen, hat man beschlossen, selbige stillzulegen. Da aber hat man nicht mit dem Widerstand der Titfielder gerechnet! Die finden sehr wohl, dass der „Titfield-Express“, wie man die Bimmelbahn allen Ernstes nennt, seinen tagtäglichen Nutzen zeigt, bringt er doch den einen oder anderen Passagier zu seinem Arbeitsplatz und ermöglicht, dass das angebaute Gemüse und Obst der Region rechtzeitig auf dem Markt ankommt. Der örtliche Gottesmann, Vikar Sam Weech, ist ein begeisterter Eisenbahnfreund und will es „denen da oben“, der zuständigen Eisenbahnbehörde, mal so richtig zeigen. So organisiert er kurzerhand einen Widerstand zum Erhalt dieser kleinen Eisenbahnlinie und schlägt vor, dass sich die Titfielder fortan selber um den Erhalt der Strecke kümmern sollten. Zusammen mit dem mächtigen Gutsherren des Ortes, Gordon Chesterford, und dem wohlhabenden Walter Valentine, der ihre geplanten Aktion finanzieren soll und der mit dem Versprechen gelockt wird, dass er im Zug eine Bar mit Lizenz zum Alkoholausschank anfinden wird, kann das Unternehmen starten.
Natürlich stößt die Idee nicht bei allen Menschen der Gegend Begeisterung. Besonders die beiden Busbetreiber Alec Pearce und Vernon Crump sehen ihre Geschäftsaussichten schwinden, sollte das Bähnlein wider Erwarten nun doch nicht verschwinden. Der Vikar und seine Unterstützer erreichen jedoch eine Zusage seitens der Transportbehörde, die ihnen einen Monat Zeit zugesteht, die Bahnlinie auf eigene Verantwortung zu betreiben, ehe man eine staatliche Begutachtung vorbeischickt. Der ehemalige Eisenbahnarbeiter Dan Taylor weiß, wie man so eine Dampflok bedient, und stellt sich auf die Seite der Eisenbahnenthusiasten. Während der Jungfernfahrt unter Titfielder Leitung beginnen Crump und Pearce ihr Störfeuer, in dem sie erst einmal einen Bahnübergang mit einem Lkw und anschließend mit einer Dampfwalze blockieren. Doch die altertümliche Lokomotive hat noch genügend Dampf im Kessel und schiebt beide Fahrzeuge kurzerhand von den Schienen.

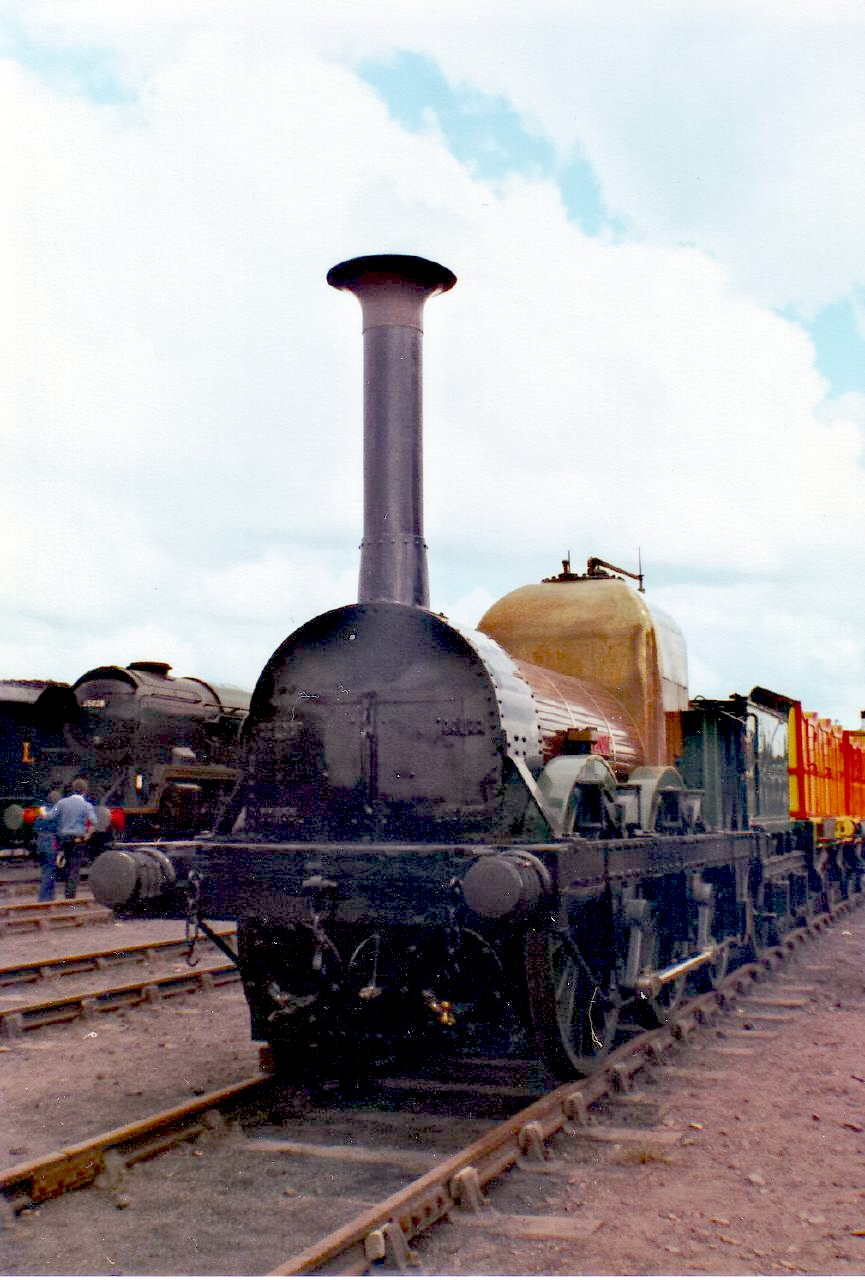
Die historische Lion aus dem Jahre 1838
(Foto von Mai 1980), im Film Thunderbolt genannt

Am nächsten Tag überzeugen Crump und Pearce den wütenden Dampfwalzenbesitzer Hawkins, Löcher in den Wasserturm, der die Dampflok mit dem dringend benötigten Nass versorgt, zu schießen, um auf diese Weise das Bähnlein zum Stillstand zu bringen. Doch wieder rettet die Gemeinschaft der Bahnbefürworter den Titfield-Express, indem sie eine Eimerkette auf die Beine stellen, und das benötigte Wasser aus dem nahe gelegenen Fluss schöpfen. Der Monat ist fast herum, und am nächsten Tag soll die staatliche Inspektion erfolgen. Doch Hawkins, Crump und Pearce haben noch längst nicht aufgegeben und sabotieren mit der Dampfwalze das Vorhaben, so dass der Zug entgleist und die Lok ruiniert wird. George Blakeworth, der Jurist des Städtchens, wird versehentlich dieses Sabotageakts verdächtigt und vorübergehend festgenommen.
Dan Taylor und Walter Valentine besaufen sich angesichts dieses Malheurs, durch die die Lokomotive ruiniert wurde, und kommen auf die famose Idee, sich klammheimlich eine Ersatzmaschine vom Betriebshof Mallingford „auszuleihen“. Mehr torkelnd als geradeaus fahrend, knattern die beiden bei ihrer illegalen Unternehmung mit ihrem Fahrzeug gegen eine große Eiche und werden wegen Diebstahls verhaftet. Jetzt sieht Vikar Weech jetzt nur noch eine Möglichkeit, in kürzester Zeit eine funktionierende Lokomotive aufzutreiben: Er stiehlt kurz die altehrwürdige Thunderbolt, eine antike Lok des frühen 19. Jahrhunderts, aus dem Museum. Sie nehmen überdies Dan Taylors Haus in Beschlag, einen alten Wagenkasten, der kurzerhand zu einem Waggon umfunktioniert wird. Zu guter Letzt wird die Improvisation durch die Beschaffung eines Bremswagen komplettiert, die der Zugführer dringend benötigt.
Seit Taylors betrunkener Diebesfahrt steht Vikar Weech ohne den dringend benötigten Heizer da. Rettung bietet da ausgerechnet der Bischof von Welchester, wie sein Untergebener, der Vikar, ein ausgemachter Eisenbahn-Fan. Pierce und Crump bemerken von der Straße aus, wie nun die „ausgeborgte“ Thunderbolt einsatzbereit gemacht wird. Während sie so staunend entlangfahren, bemerken die beiden nicht, dass sie mit ihrem Bus auf den Polizeitransporter zusteuern, der gerade Taylor und Valentine ins nächste Gefängnis bringen soll. Prompt kommt es zum Auffahrunfall. Pierce verliert die Nerven und gesteht der Polizei daraufhin, dass er sich an der Zerstörung der ersten Dampflok mitschuldig gemacht habe. Daraufhin werden die beiden Übeltäter ebenfalls verhaftet. Die Thunderbolt ist bereit, loszufahren, da bittet die Polizei, eingedenk ihres geschrotteten Transporters, die vier Verhafteten nach Mallingford mitzunehmen. Der vom Ministerium entsandte Begutachter weigert sich, die durch die Vorkommnisse mit dem Häftlingstransport entstandene Verspätung in seine Berechnung mit einzukalkulieren.
Vikar Weech und Gutsherr Chesterford haben alle Hände voll zu tun, die Thunderbolt zum Laufen zu bringen, weil immer irgendetwas schiefgeht. Zuletzt reißt auch noch die Kupplung zwischen Lokomotive und den Anhängern. Allein die antike Lokomotive ist fahrbereit, während die Anhänger zurückbleiben. Einige Titfielder bemühen sich daraufhin redlich, die abgekoppelten Waggons hinterherzuschieben. Um zu retten, was noch zu retten ist, verspricht die Titfielderin Joan Hampton dem Dampfwalzen-Saboteur Harry Hawkins sogar, ihn zu heiraten, wenn er etwas zum Gelingen des Thunderbolt-Einsatzes beitrage und ihr die Stahlkette von der Lenkung seiner Walze leiht, um den Titfield-Express mit seinen Waggons wieder zusammenzufügen. Endlich erreicht die Thunderbolt, mit der Hilfskonstruktion mühsam zu einer Einheit zusammengekoppelt, mit zehn Minuten Verspätung die Bahnstation von Mallingford. Die Dörfler glauben, es sei alles verloren, doch es zeigt sich, dass, wenn die Lokomotive schneller gefahren wäre, diese die zugelassene Geschwindigkeitsbegrenzung für eine derartige Nebenstrecke überschritten hätte. Der staatliche Prüfer ist zufrieden, und die Bahnstrecke von und nach Titfield wird gemäß dem Light Railways Act genehmigt.

## Produktionsnotizen
Der Titfield-Expreß entstand 1952 in der Nähe von Bath (Somerset) und in Woodstock (Oxfordshire). Uraufführung des Films war im März 1953, in Deutschland konnte man diese „Eisenbahn-Schrulle“ erstmals am 28. April 1961 sehen.
Die Filmbauten wurden von C. P. Norman gestaltet. Michael Balcon hatte die Herstellungsleitung. Paul Beeson war Kameramann beim Second-Unit-Team.
Für den altgedienten Bühnen- und Filmschauspieler Sir Godfrey Tearle, der hier den Bischof von Welchester darstellte, war dies die letzte Filmrolle. Er starb drei Monate nach der Uraufführung.
Die Thunderbolt im Film heißt in Wirklichkeit Lion und war mit der Nummer 57 eine sehr frühe, 1838 in Dienst gestellte Dampflokomotive der Liverpool and Manchester Railway. Sie steht heute im Museum of Liverpool.

## Kritiken
„Mit blitzender Messinghaube dampft die längst dem Museum überantwortete Lokomotive ‚Titfield Thunderbolt‘ wieder durch die grüne südenglische Hügellandschaft, mit einem Pfarrer als Lokführer und einem Bischof als Heizer. In diesem skurrilen Bild gipfelt der Kampf starrköpfiger Kleinstädter um die Erhaltung ihrer Lokalbahn. Finanzschwierigkeiten werden durch Einrichtung eines Barwagens überwunden, und eine von der motorisierten Konkurrenz angeheuerte Dampfwalze wird im Duell von der Lok niedergerungen. Regisseur und Drehbuchautor haben anspruchslos ein bewährtes englisches Standard-Rezept benutzt: Konservativer Spleen triumphiert über allzu praktisches Fortschrittsdenken.“

„Ausgelassene Ealing-Komödie (…) Zauberhaft fotografiert von Douglas Slocombe.“

„Unterschätzt zur Zeit seiner Aufführung in der Welle anderer Ealing-Komödien, erscheint sie nunmehr als einer der besten von ihnen ebenso wie seine makellose Farbfotografie, die ein England zeigt, das es nicht mehr gibt. Das Drehbuch besitzt Tempo, das Ganze ist glänzend aufpoliert und die Action steigert sich zu einer finalen Raserei.“

„Eine sehenswerte Komödie über angelsächsisches Beharrungsvermögen, voll geistreicher Selbstironie und liebenswürdig-schrulligem Witz.“